# Cuiabá
Cuiabá este un capitala statului Mato Grosso (MT), Brazilia. Acest oraș este localizat în centrul Americii de Sud și împreună cu municipiul învecinat, Várzea Grande formează principala zonă metropolitană a statului.
Orasul a fost fondat în 1719 d.Hr., în timpul goanei după aur, a devenit capitala statului în 1818. Orașul este un centru comercial al acestei zone vaste în care se practică creșterea vitelor și agricultura. Dezvoltarea economică a fost îngreunată de izolare municipiului și de lipsa forței de muncă. Șlepurile rămân un mijloc important de transport.
Cuiaba este în centrul unei zone urbane, care include, de asemenea, al doilea cel mai mare oraș al statului, Várzea Grande. Termocentrale și hidrocentralele situate în zonă s-au extins după terminarea unei conducte de gaze naturale ce face legătura cu Bolivia în 2000. În orașul își are sediul Universitatea Federală din Mato Grosso și aici se găsește cel mai mare stadion de fotbal din statul Mato Grosso, Arena Pantanal.
Orasul este cunoscut și sub numele de „Poarta Sudică a Amazonului”. 

## Climă
| Date climatice pentru Cuiaba                                              | Date climatice pentru Cuiaba | Date climatice pentru Cuiaba | Date climatice pentru Cuiaba | Date climatice pentru Cuiaba | Date climatice pentru Cuiaba | Date climatice pentru Cuiaba | Date climatice pentru Cuiaba | Date climatice pentru Cuiaba | Date climatice pentru Cuiaba | Date climatice pentru Cuiaba | Date climatice pentru Cuiaba | Date climatice pentru Cuiaba | Date climatice pentru Cuiaba |
| Luna                                                                      | Ian                          | Feb                          | Mar                          | Apr                          | Mai                          | Iun                          | Iul                          | Aug                          | Sep                          | Oct                          | Nov                          | Dec                          | Anual                        |
| ------------------------------------------------------------------------- | ---------------------------- | ---------------------------- | ---------------------------- | ---------------------------- | ---------------------------- | ---------------------------- | ---------------------------- | ---------------------------- | ---------------------------- | ---------------------------- | ---------------------------- | ---------------------------- | ---------------------------- |
| Maxima medie °C (°F)                                                      | 32.6 (90,7)                  | 32.6 (90,7)                  | 32.9 (91,2)                  | 32.7 (90,9)                  | 31.6 (88,9)                  | 30.7 (87,3)                  | 31.8 (89,2)                  | 34.1 (93,4)                  | 34.1 (93,4)                  | 34.0 (93,2)                  | 31.1 (88)                    | 32.5 (90,5)                  | 32,56 (90,6)                 |
| Media zilnică °C (°F)                                                     | 26.7 (80,1)                  | 25.3 (77,5)                  | 26.5 (79,7)                  | 26.1 (79)                    | 24.6 (76,3)                  | 23.5 (74,3)                  | 22.0 (71,6)                  | 24.7 (76,5)                  | 26.6 (79,9)                  | 27.4 (81,3)                  | 27.2 (81)                    | 26.6 (79,9)                  | 25,6 (78,08)                 |
| Minima medie °C (°F)                                                      | 23.2 (73,8)                  | 22.9 (73,2)                  | 22.9 (73,2)                  | 22.0 (71,6)                  | 19.7 (67,5)                  | 17.5 (63,5)                  | 16.6 (61,9)                  | 18.3 (64,9)                  | 22.1 (71,8)                  | 22.0 (71,6)                  | 22.9 (73,2)                  | 23.0 (73,4)                  | 21,09 (69,97)                |
| Minima istorică °C (°F)                                                   | 18 (64)                      | 15 (59)                      | 17 (63)                      | 12 (54)                      | 7 (45)                       | 7 (45)                       | 6 (43)                       | 7 (45)                       | 10 (50)                      | 10 (50)                      | 12 (54)                      | 12 (54)                      | 15 (59)                      |
| Precipitații mm (inches)                                                  | 209.9 (8.264)                | 199.0 (7.835)                | 171.4 (6.748)                | 123.1 (4.846)                | 53.9 (2.122)                 | 15.9 (0.626)                 | 9.6 (0.378)                  | 11.4 (0.449)                 | 58.0 (2.283)                 | 115.0 (4.528)                | 154.4 (6.079)                | 193.5 (7.618)                | 1.315,1 (51,776)             |
| Umiditate [%]                                                             | 78                           | 80                           | 80                           | 79                           | 75                           | 72                           | 64                           | 60                           | 59                           | 68                           | 74                           | 77                           | 72,2                         |
| Sursa nr. 1: Hong Kong Observatory (temeratura medie, precipitație)       |                              |                              |                              |                              |                              |                              |                              |                              |                              |                              |                              |                              |                              |
| Sursa nr. 2: Weatherbase (extreme, umiditate, minima medie din octombrie) |                              |                              |                              |                              |                              |                              |                              |                              |                              |                              |                              |                              |                              |

## Personalități născute aici
- Léo Bolgado (n. 1998), fotbalist.

## Galerie

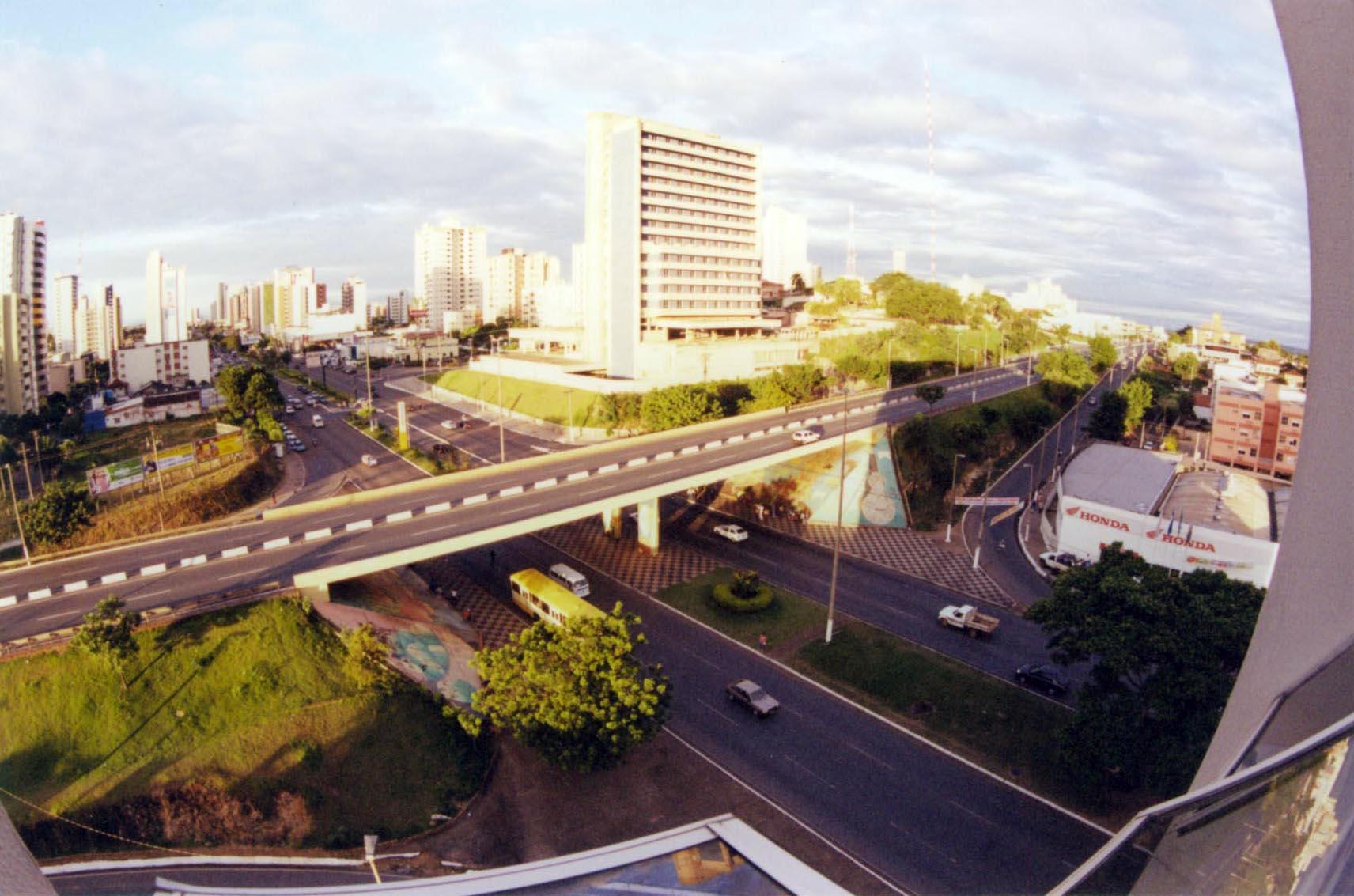
Partea modernă a orașului Cuiaba
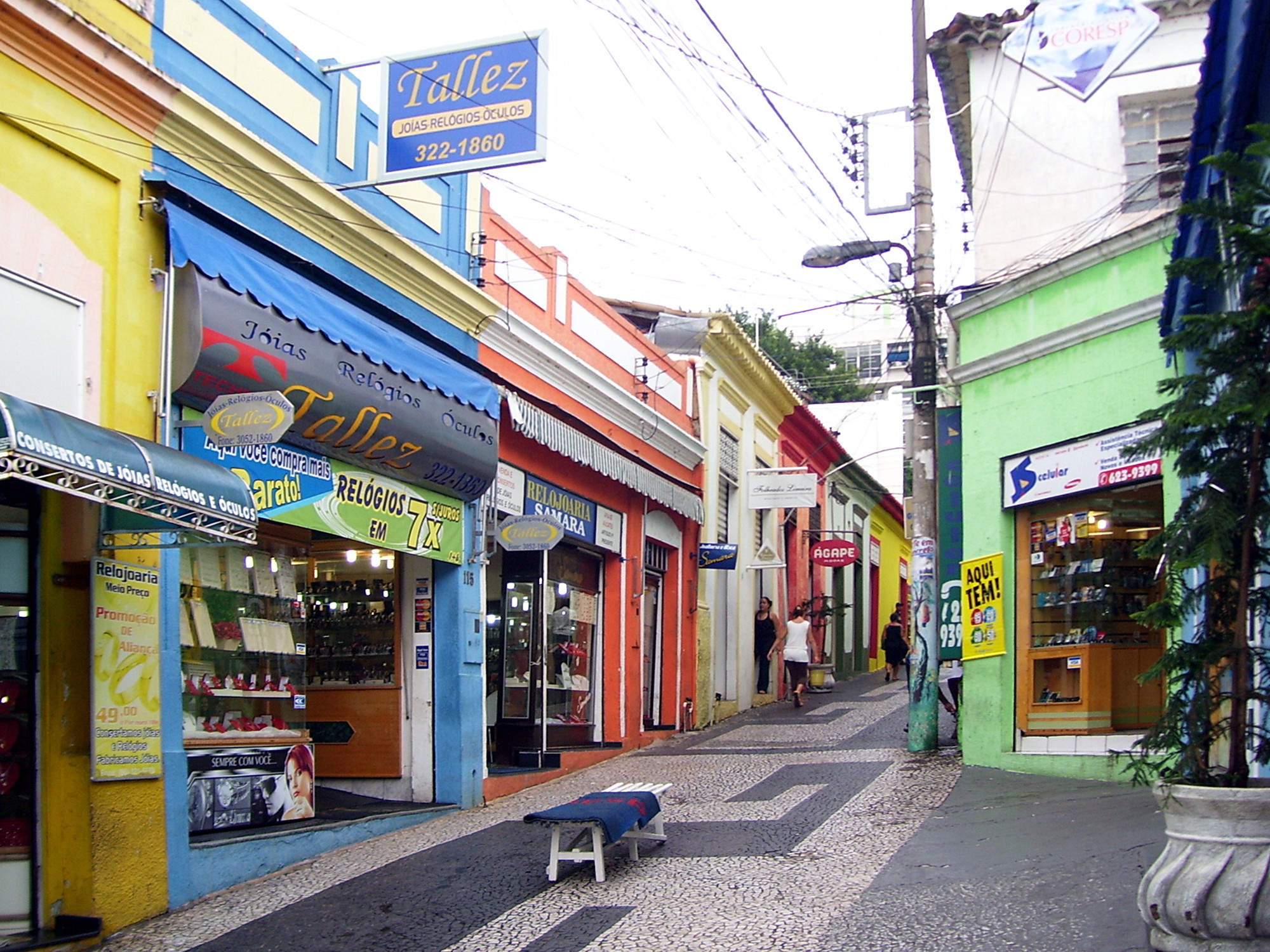
Strada Cândido Mariano, centrul istoric al orașului brazilian Cuiabá (Mato Grosso)
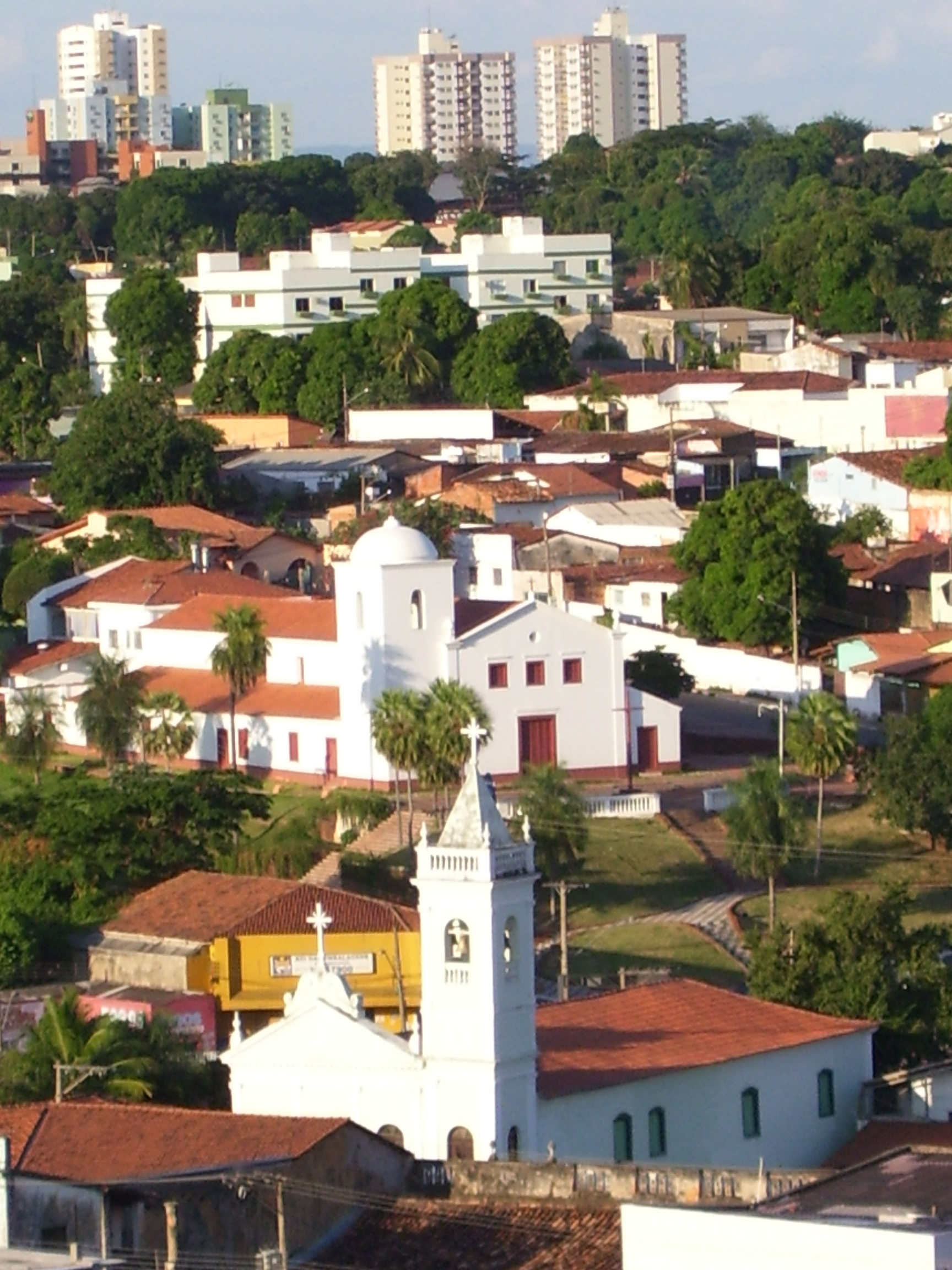
Vedere spre Cuiabá, dinspre primărie. În față, biserica „Domnul nostru al Pașilor", în spate, biserica "Maica Domnului a Rozariului" și Capela "Sfântul Benedict" din Cuiabá (Brazilia)
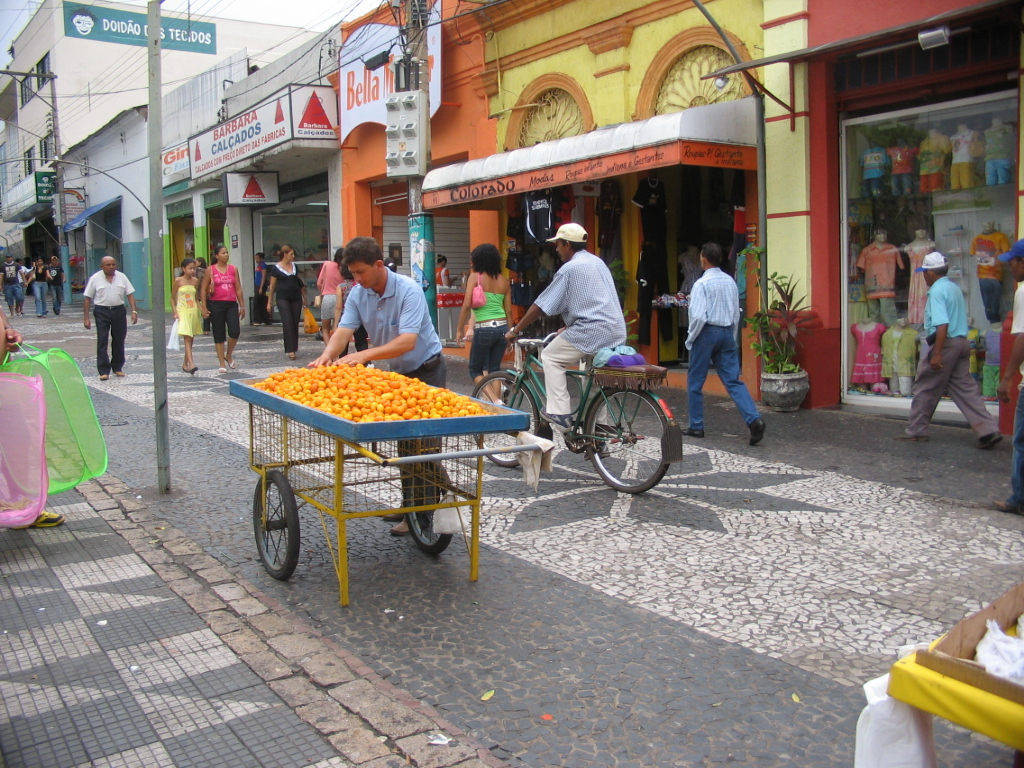
Un vânzător de „pequi” (Caryocar brasiliense), scenă foarte obișnuită pe străzile din Cuiabá.
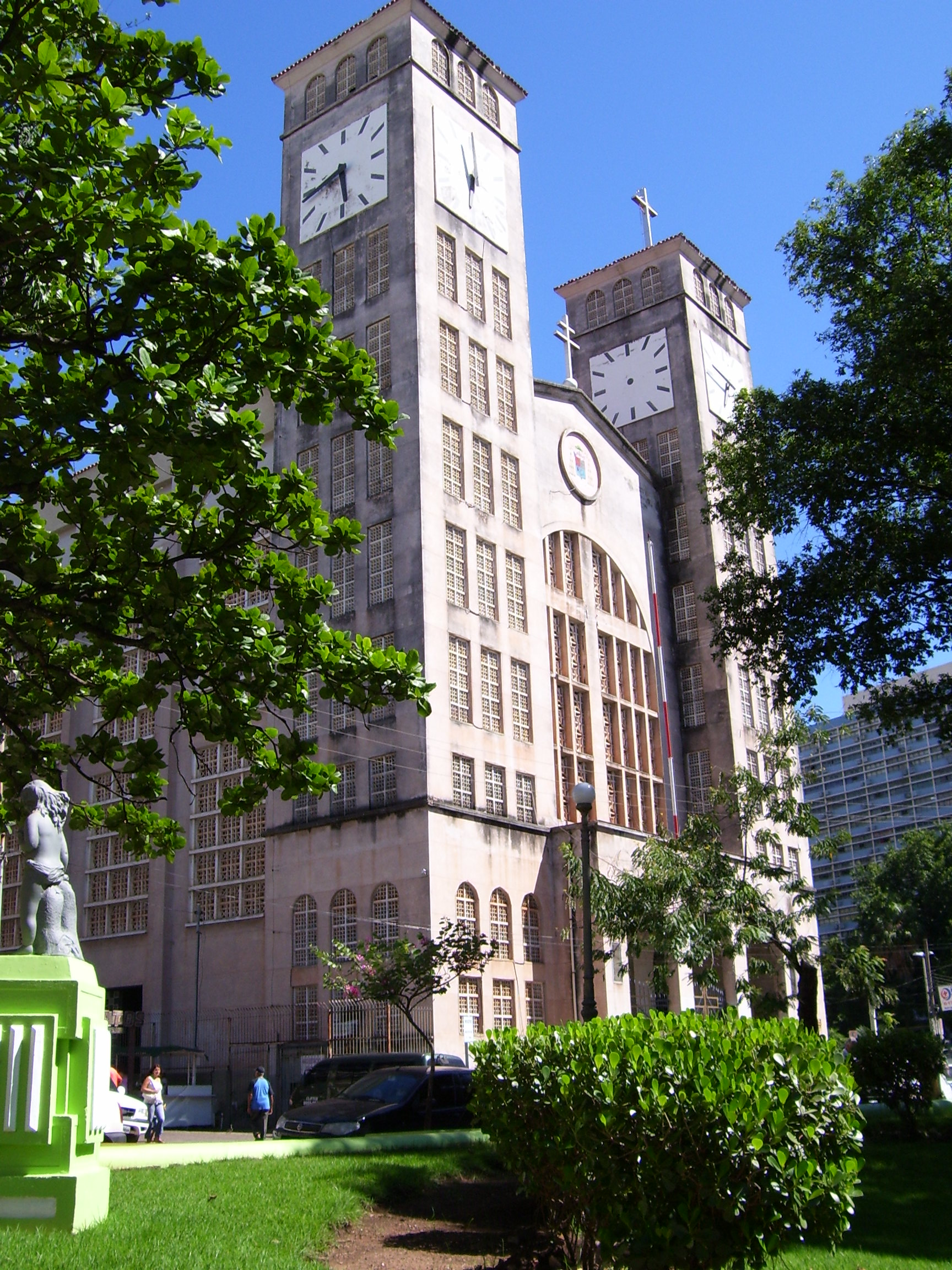
Catedrala Metropolitană din Cuiabá (statul Mato Grosso)
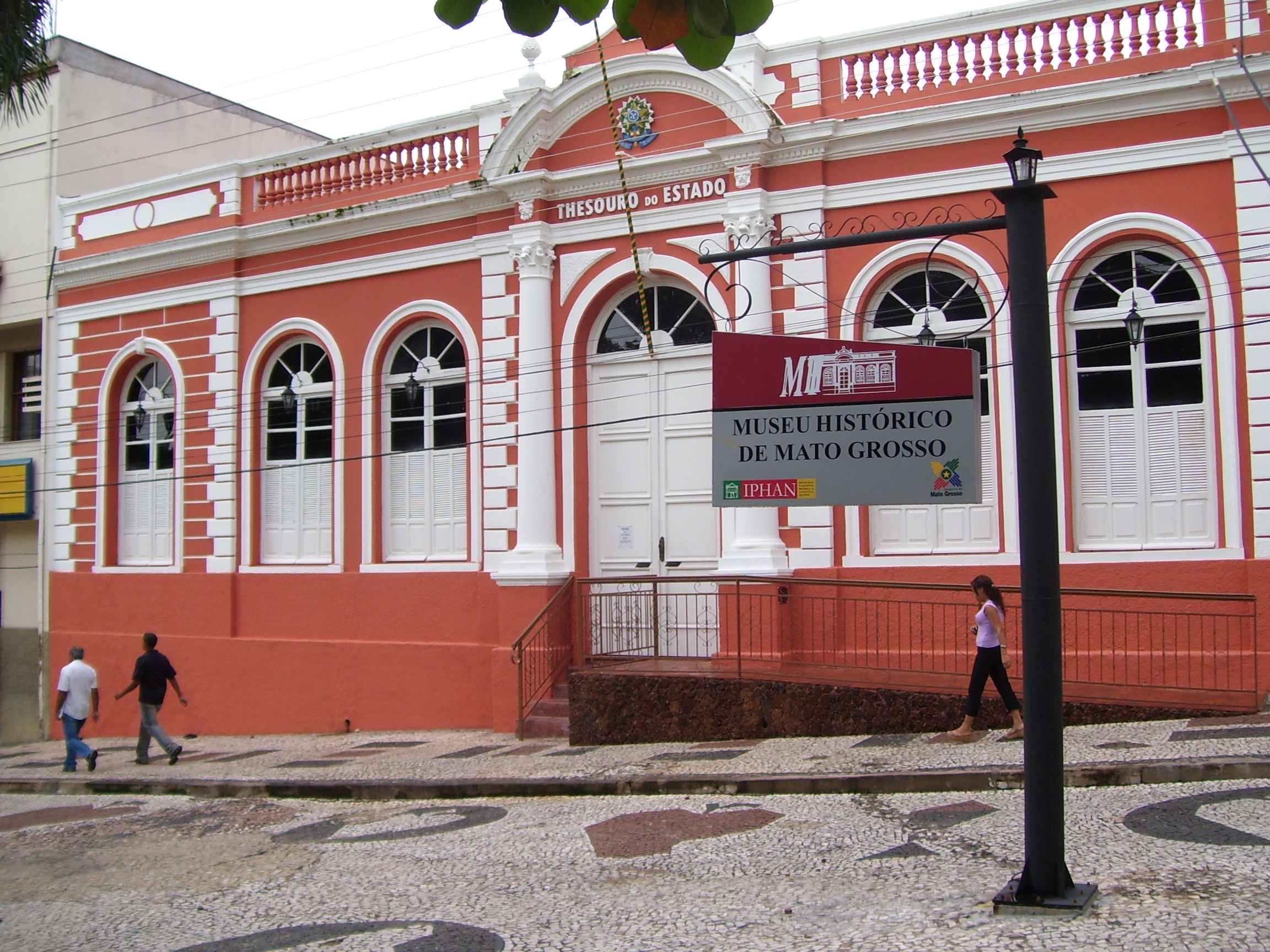
Fosta trezorerie a Statului găzduiește, în prezent, Muzeul Istoric al statului Mato Grosso (Cuiabá)
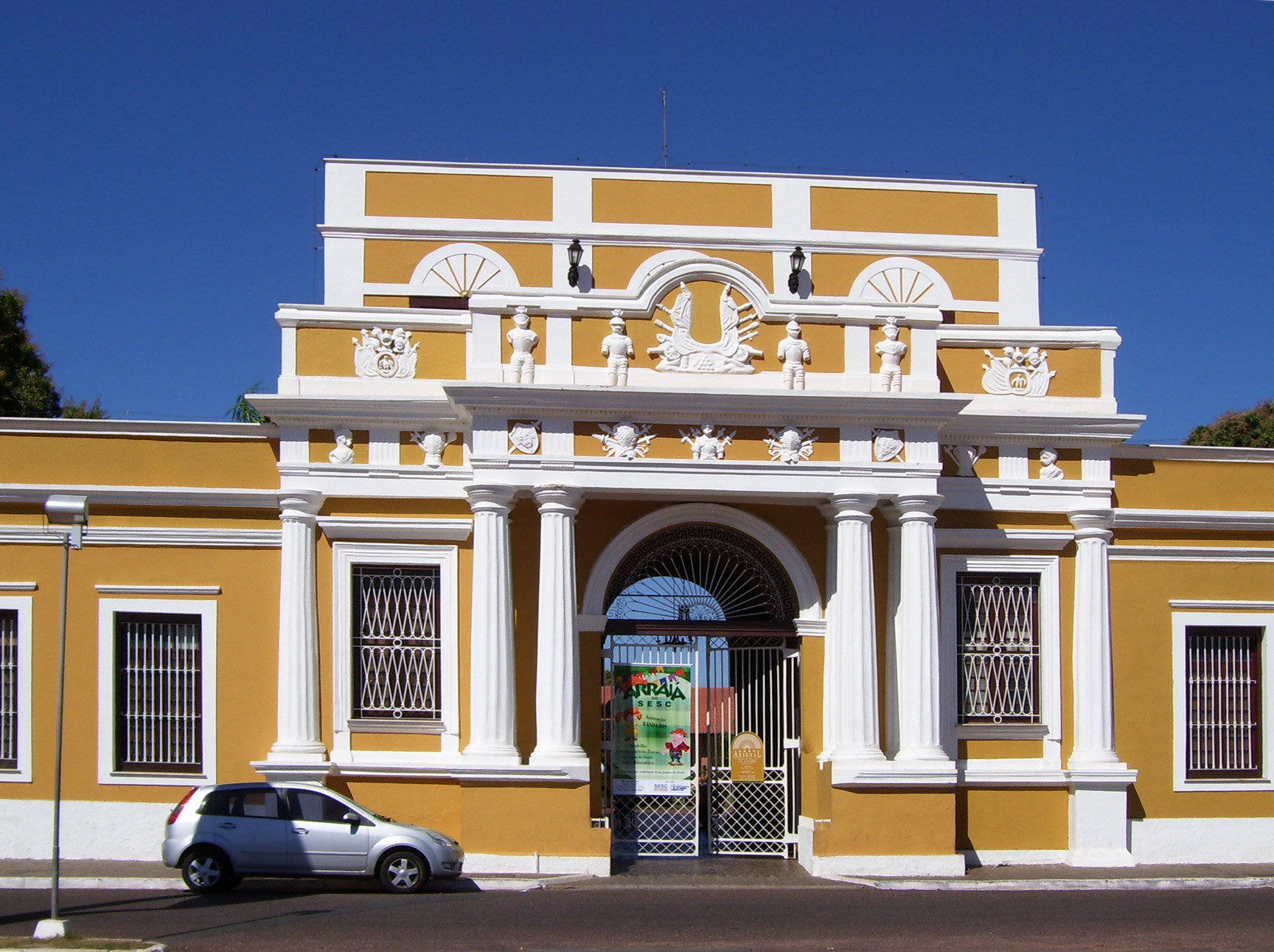
"Arsenalul Sesc", un centru cultural din Mato Grosso. În trecut, chiar a avut destinația de arsenal pentru război.
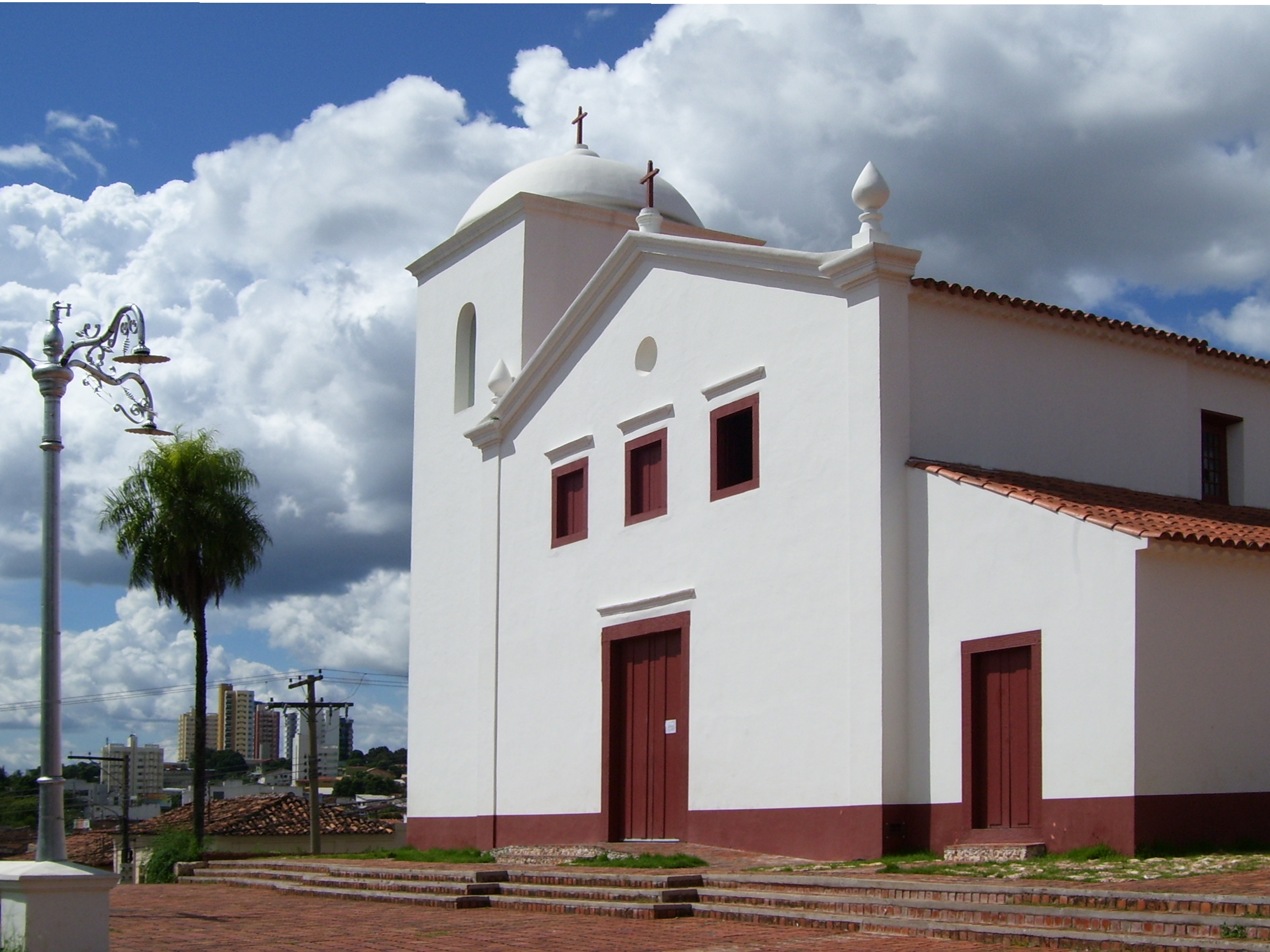
Biserica "Maica Domnului a Rozariului" și Capela "Sfântul Benedict" din Cuiabá (Brazilia)
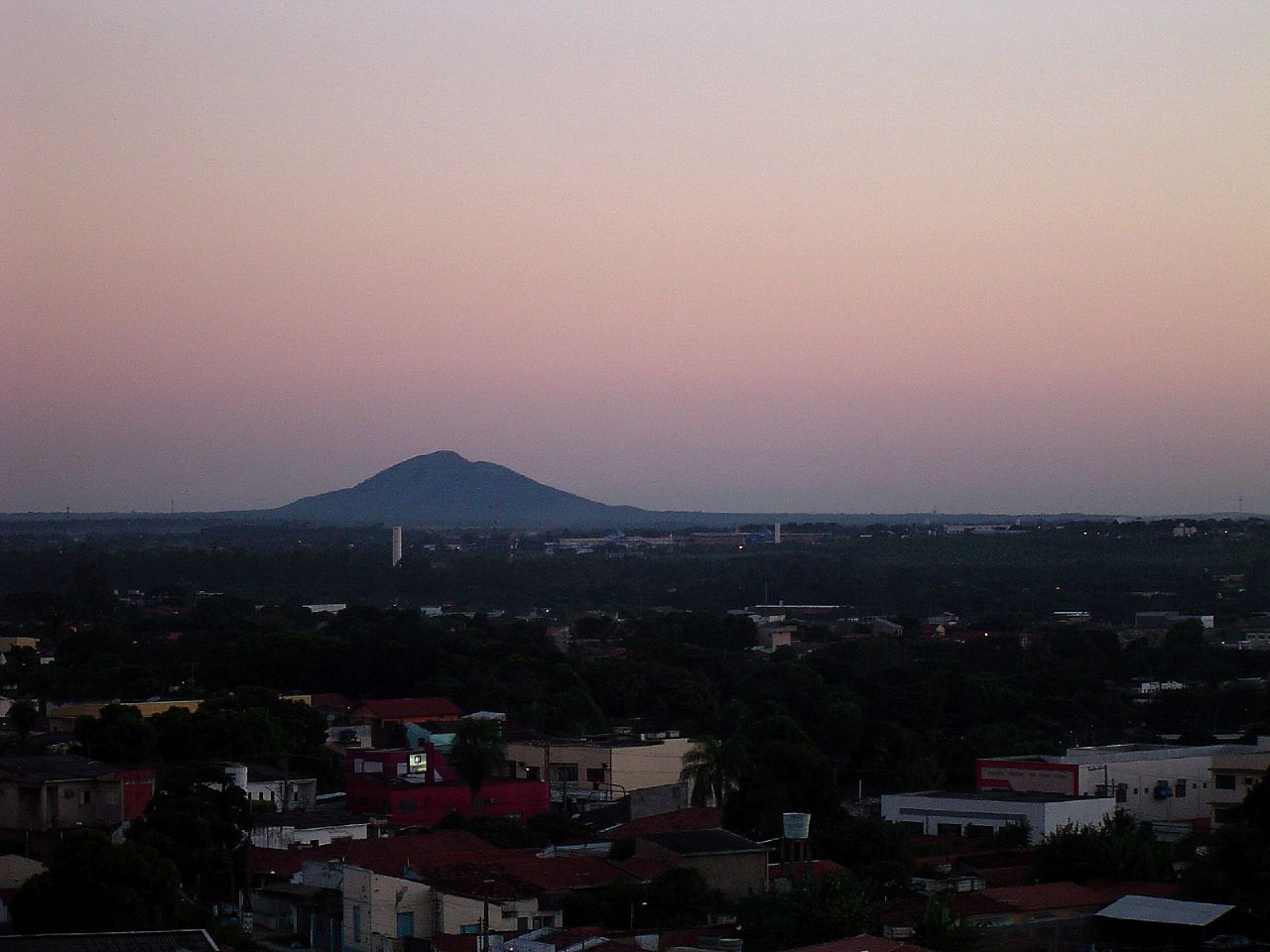
Cuiaba, pe înserate